# Burg Bosenstein
Die Burg Bosenstein, auch Hagenbrucker Schloss genannt, ist die Ruine einer Spornburg auf dem Schlossbuckel hinter dem Schlosshof bei der Gemeinde Ottenhöfen im Schwarzwald im Ortenaukreis in Baden-Württemberg. Sie liegt bei rund 408 Meter über Normalnull.
Die Höhenburg wurde im 11. Jahrhundert von den Grafen von Eberstein erbaut, 1291 als castrum Botzenstein erwähnt, 1617 ausgebaut, im Dreißigjährigen Krieg zerstört und 1840 abgebrochen. Besitzer der Burg waren die Herren von Bosenstein. Von der ehemaligen Burganlage, die über eine Kernburg mit Vorburg verfügte, sind noch der begehbare Halsgraben und Mauerreste erhalten.